# Smokin Out the Window
Smokin Out the Window  é uma canção do duo estadunidense Silk Sonic, composto por Bruno Mars e Anderson Paak. Foi lançado em 5 de novembro de 2021 como terceiro single do álbum de estréia do duo An Evening with Silk Sonic.

## Antecedentes
Em 1 de Novembro a dupla divulgou um teaser do clipe, onde aparecem dançando e cantando dentro de um carro, enquanto fumam e comem pizza.

## Videoclipe
Seu videoclipe mostra o dupla se apresentando em um palco ladeado por grandes adereços de estrelas que se iluminam, ao lado de cantores de apoio e uma banda. Foi dirigido por Bruno Mars e John Esparza e lançado simultaneamente ao single em  
5 de Novembro de 2021 no canal oficial de Mars do Youtube/Vevo.

## Lista de faixas
| Download Digital |                         |         |  |
| N.º              | Título                  | Duração |  |
| 1.               | "Smokin Out the Window" | 3:20    |  |

## Histórico de lançamento
| País           | Data                  | Formato                     | Gravadora           |
| -------------- | --------------------- | --------------------------- | ------------------- |
| Várias         | 5 de Novembro de 2021 | Download digital, streaming | Aftermath, Atlantic |
| Itália         | 5 de Novembro de 2021 | Radio Top 40                | Warner              |
| Estados Unidos | 8 de Novembro de 2021 | Radio Hot AC                | Atlantic            |
| Estados Unidos | 9 de Novembro de 2021 | Radio Top 40                | Atlantic            |